# 保罗·H·弗莱
保罗·H·弗莱（英語：Paul H. Fry，1944年10月28日—）是一位耶鲁大学教授，主攻英国浪漫主义诗歌，在耶鲁大学开放课程中有开设26节课的《文学理论导论》（Introduction to Theory of Literature）。